# Wissenschaftliche Erzählungen
Das Buch Wissenschaftliche Erzählungen (Scientific Romances) besteht aus 3 Kurzgeschichten des britischen Mathematikers Charles Howard Hinton die zur Phantastischen Literatur oder zur frühen Science Fiction gezählt werden können. In dem Buch sind die Geschichten Eine flache Welt ("A Plane World"), Was ist die vierte Dimension? ("What is the Fourth Dimension?") und Der König von Persien enthalten.
Die Wissenschaftlichen Erzählungen erschienen in der von Jorge Luis Borges zusammengestellten Sammlung phantastischer Literatur Die Bibliothek von Babel und wurden in einer Übersetzung von Angelika Hildebrand auf Deutsch 1983 bei der Veröffentlichung dieser Reihe in der Edition Weitbrecht herausgegeben. 2007 wurde eine Neuausgabe  in der Büchergilde Gutenberg veröffentlicht. Die englische Originalfassung erschien zwischen 1884 und 1886 bei Swan Sonnenschein & Co, jedoch ohne Der König von Persien.

## Eine flache Welt
In Eine flache Welt beschreibt Hinton eine Welt, die nur zwei Dimensionen hat. Er beschreibt wie das Leben der Bewohner dieser Welt aussähe und welche Probleme sie zu meistern hätten. 

## Was ist die vierte Dimension?
In der Geschichte Was ist die vierte Dimension? bezeichnet Hinton die Zeit als vierte Dimension. Dieser Gedanke wurde von Albert Einstein in seiner Relativitätstheorie aufgegriffen.

## Der König von Persien
In Der König von Persien gerät ein König in ein Tal mit seltsamen Einwohnern: Sie können sich nur unter Schmerzen bewegen und verfallen deswegen schnell in eine apathische Starre. Durch eine ausgeklügelte Mechanik kann der König ihnen einen Teil der Schmerzen abnehmen, bringt sie so in Bewegung und baut in dem Tal ein Königreich auf. Durch die besondere Beschaffenheit seiner Untertanen steht er immer wieder vor neuen physikalischen Problemen, die er aber meist zu lösen weiß.

## Kritik
„Hinton hat seinen gesicherten Platz in der Literaturgeschichte. Seine Scientific Romances sind früher entstanden als die düsteren Phantasiegebilde Von H.G. Wells. Schon der Titel nimmt eindeutig die offenbar unerschöpfliche Flut von Science-Fiction-Literatur vorweg, die unser Jahrhundert überschwemmt“

## Ausgaben
- Wissenschaftliche Erzählungen in der Edition Weitbrecht, 1983, ISBN 3-522-71100-9
- Wissenschaftliche Erzählungen in der Büchergilde Gutenberg, 2007, ISBN 978-3-7632-5810-9